# Tepelmeme Villa de Morelos
Tepelmeme Villa de Morelos là một đô thị thuộc bang Oaxaca, México. Năm 2005, dân số của đô thị này là 1455 người.